# 天川村立洞川中学校
天川村立洞川中学校（てんかわそんりつ どろがわちゅうがっこう）は、奈良県吉野郡天川村洞川にあった公立中学校。

## 概要
村の東部、標高820mに位置していた。校区内には龍泉寺等があり、宗教的行事が多い。産業は観光・林業が主である。

## 教育目標
- 心身ともに健康で心豊かにたくましく生きる生徒の育成

## 沿革
- 1947年 (昭和22年) 4月 - 学制改革に伴い、天川村立洞川小学校に併置される。
- 1954年 (昭和29年) 4月 - 天川村立洞川中学校として独立校舎となる。
- 1978年 (昭和53年) 6月 - 洞川小・中学校少年消防隊結成。
- 1984年 (昭和59年) 8月 - 校舎改築竣工落成。
- 1997年 (平成9年) 10月 - 学校創立50周年記念式典挙行。
- 2003年 (平成15年) 10月 - コンピュータ教室コンピュータ更新。
- 2006年 (平成18年) 6月 - WebPage開設。
- 2007年 (平成19年) 4月 - 併置されていた天川村立洞川小学校が天川村立天川小学校と統合され、天川村は1小学校・2中学校の体制となる[2]。
- 2018年（平成30年）3月 - 天川村立天川中学校との統合により閉校[2]。

## 学区
- 洞川地区[3]。